# Eleições autárquicas de 2017 no Funchal
As eleições autárquicas de 2017 serviram para eleger os membros dos diferentes órgãos do poder local do concelho do Funchal.
Paulo Cafôfo, presidente eleito em 2013 por uma coligação que incluía diversos partidos entre os quais o Partido Socialista e o Bloco de Esquerda, foi novamente eleito, conseguindo a maioria absoluta, ao obter 42,1% dos votos e 6 vereadores.
O Partido Social Democrata, liderado por Rubina Leal, falhou a reconquista da câmara do Funchal, ficando-se pelos 32,1% dos votos e 4 vereadores.
Por fim, o CDS - Partido Popular manteve-se com um vereador, enquanto a Coligação Democrática Unitária perdeu o vereador que detinha.

## Listas e Candidatos
| Lista | Lista                                           | Candidato           |
| ----- | ----------------------------------------------- | ------------------- |
|       | PS-BE-JPP-PDR-NC (Coligação Confiança)          | Paulo Cafôfo        |
|       | Partido Social Democrata                        | Rubina Leal         |
|       | CDS – Partido Popular                           | Rui Barreto         |
|       | MPT-PPV/CDC                                     | Roberto Vieira      |
|       | Coligação Democrática Unitária                  | Artur Andrade       |
|       | PPM-PURP                                        | Gil Canha           |
|       | Partido Trabalhista Português                   | Raquel Coelho       |
|       | Partido Comunista dos Trabalhadores Portugueses | Jorge Manuel Santos |

## Resultados Oficiais
Os resultados para os diferentes órgãos do poder local no concelho do Funchal foram os seguintes:

## Mapa

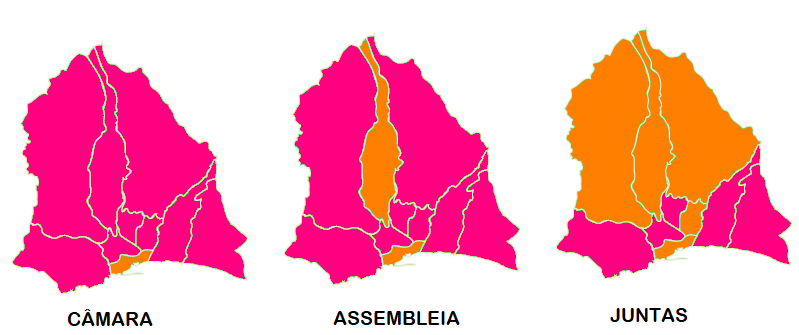
Partido mais votado por Freguesia

### Câmara Municipal
| Partido                 | Partido                                         | Votos   | %               | +/-  | Vereadores | +/-     |
| ----------------------- | ----------------------------------------------- | ------- | --------------- | ---- | ---------- | ------- |
|                         | PS-BE-JPP-PDR-NC                                | 23 577  | 42,05 / 100,00  | 2,83 | 6 / 11     | 1       |
|                         | Partido Social Democrata                        | 17 971  | 32,05 / 100,00  | 0,38 | 4 / 11     | Estável |
|                         | CDS – Partido Popular                           | 4 819   | 8,59 / 100,00   | 5,96 | 1 / 11     | Estável |
|                         | MPT-PPV/CDC                                     | 2 258   | 4,03 / 100,00   | Novo | 0 / 11     | Novo    |
|                         | Coligação Democrática Unitária                  | 2 029   | 3,62 / 100,00   | 4,75 | 0 / 11     | 1       |
|                         | PPM-PURP                                        | 1 330   | 2,37 / 100,00   | Novo | 0 / 11     | Novo    |
|                         | Partido Trabalhista Português                   | 1 252   | 2,23 / 100,00   | -    | 0 / 11     | -       |
|                         | Partido Comunista dos Trabalhadores Portugueses | 501     | 0,89 / 100,00   | -    | 0 / 11     | -       |
| Votos Inválidos         | Votos Inválidos                                 | 2 333   | 4,16 / 100,00   | 1,28 |            |         |
| Total                   | Total                                           | 56 070  | 100,00 / 100,00 |      | 11 / 11    |         |
| Eleitorado/Participação | Eleitorado/Participação                         | 106 302 | 52,75 / 100,00  | 2,29 |            |         |

### Assembleia Municipal
| Partido                 | Partido                        | Votos   | %               | +/-  | Deputados | +/-  |
| ----------------------- | ------------------------------ | ------- | --------------- | ---- | --------- | ---- |
|                         | PS-BE-JPP-PDR-NC               | 21 693  | 38,69 / 100,00  | 0,04 | 15 / 33   | 1    |
|                         | Partido Social Democrata       | 17 903  | 31,93 / 100,00  | 1,49 | 12 / 33   | 1    |
|                         | CDS – Partido Popular          | 5 458   | 9,73 / 100,00   | 5,96 | 3 / 33    | 2    |
|                         | Coligação Democrática Unitária | 2 616   | 4,67 / 100,00   | 4,73 | 1 / 33    | 2    |
|                         | MPT-PPV/CDC                    | 2 387   | 4,26 / 100,00   | Novo | 1 / 33    | Novo |
|                         | Partido Trabalhista Português  | 1 478   | 2,64 / 100,00   | -    | 1 / 33    | -    |
|                         | PPM-PURP                       | 1 417   | 2,53 / 100,00   | Novo | 0 / 33    | Novo |
|                         | PCTP/MRPP                      | 652     | 1,16 / 100,00   | -    | 0 / 33    | -    |
| Votos Inválidos         | Votos Inválidos                | 2 471   | 4,41 / 100,00   | 1,36 |           |      |
| Total                   | Total                          | 56 075  | 100,00 / 100,00 |      | 33 / 33   |      |
| Eleitorado/Participação | Eleitorado/Participação        | 106 302 | 52,75 / 100,00  | 2,27 |           |      |

### Juntas de Freguesia
| Partido                 | Partido                        | Votos   | %               | +/-  | Presidentes | +/-     | Mandatos  | +/-  |
| ----------------------- | ------------------------------ | ------- | --------------- | ---- | ----------- | ------- | --------- | ---- |
|                         | Partido Social Democrata       | 21 093  | 37,49 / 100,00  | 3,17 | 5 / 10      | Estável | 64 / 138  | 11   |
|                         | PS-BE-JPP-PDR-NC               | 20 428  | 36,31 / 100,00  | 1,06 | 5 / 10      | Estável | 58 / 138  | 5    |
|                         | CDS – Partido Popular          | 5 204   | 9,25 / 100,00   | 4,89 | 0 / 10      | Estável | 12 / 138  | 7    |
|                         | Coligação Democrática Unitária | 2 674   | 4,75 / 100,00   | 4,49 | 0 / 10      | Estável | 3 / 138   | 7    |
|                         | MPT-PPV/CDC                    | 2 132   | 3,79 / 100,00   | Novo | 0 / 10      | Novo    | 0 / 138   | Novo |
|                         | Partido Trabalhista Português  | 1 372   | 2,44 / 100,00   | -    | 0 / 10      | -       | 0 / 138   | -    |
|                         | PPM-PURP                       | 668     | 1,19 / 100,00   | Novo | 0 / 10      | Novo    | 0 / 138   | Novo |
|                         | Grupo de Cidadãos              | 297     | 0,53 / 100,00   | 0,70 | 0 / 10      | Estável | 1 / 138   | 2    |
| Votos Inválidos         | Votos Inválidos                | 2 394   | 4,26 / 100,00   | 1,57 |             |         |           |      |
| Total                   | Total                          | 56 262  | 100,00 / 100,00 |      | 10 / 10     |         | 138 / 138 |      |
| Eleitorado/Participação | Eleitorado/Participação        | 106 302 | 52,93 / 100,00  | 2,47 |             |         |           |      |

## Resultados por Freguesia

### Câmara Municipal
| Freguesia                  | %     | %     | %     | %        | %    | %         | %    | %    | Votantes |
| Freguesia                  | CON   | PSD   | CDS   | MPT- PPV | CDU  | PPM- PURP | PTP  | PCTP | Votantes |
| -------------------------- | ----- | ----- | ----- | -------- | ---- | --------- | ---- | ---- | -------- |
| Imaculado Coração de Maria | 45,11 | 29,78 | 7,87  | 3,68     | 4,03 | 2,24      | 2,14 | 0,90 | 3 126    |
| Monte                      | 39,79 | 35,63 | 6,14  | 5,36     | 4,10 | 1,80      | 2,21 | 1,07 | 3 174    |
| Santa Luzia                | 41,04 | 34,22 | 9,82  | 2,97     | 3,11 | 2,64      | 1,60 | 0,57 | 2 995    |
| Santa Maria Maior          | 44,09 | 30,24 | 9,98  | 3,09     | 3,41 | 2,41      | 2,28 | 0,94 | 6 806    |
| Santo António              | 40,60 | 31,39 | 8,99  | 4,43     | 4,29 | 2,26      | 2,47 | 0,91 | 13 553   |
| São Gonçalo                | 44,21 | 33,61 | 6,19  | 4,53     | 2,33 | 1,82      | 2,04 | 1,02 | 3 133    |
| São Martinho               | 43,12 | 31,22 | 8,68  | 3,82     | 3,25 | 2,76      | 2,14 | 0,81 | 13 314   |
| São Pedro                  | 43,31 | 30,00 | 9,50  | 4,24     | 3,94 | 2,63      | 2,01 | 0,75 | 3 727    |
| São Roque                  | 39,64 | 35,66 | 6,83  | 4,73     | 3,65 | 1,53      | 2,63 | 1,10 | 4 904    |
| Sé                         | 36,40 | 37,00 | 11,14 | 4,26     | 2,62 | 2,39      | 1,79 | 0,97 | 1 338    |
| Funchal                    | 42,05 | 32,05 | 8,59  | 4,03     | 3,62 | 2,37      | 2,23 | 0,89 | 56 070   |

#### Imaculado Coração de Maria
| Partido                 | Partido                                         | Votos | %               | +/-  |
| ----------------------- | ----------------------------------------------- | ----- | --------------- | ---- |
|                         | PS-BE-JPP-PDR-NC                                | 1 410 | 45,11 / 100,00  | 5,13 |
|                         | Partido Social Democrata                        | 931   | 29,78 / 100,00  | 2,84 |
|                         | CDS – Partido Popular                           | 246   | 7,87 / 100,00   | 5,76 |
|                         | Coligação Democrática Unitária                  | 126   | 4,03 / 100,00   | 3,90 |
|                         | MPT-PPV/CDC                                     | 115   | 3,68 / 100,00   | Novo |
|                         | PPM-PURP                                        | 70    | 2,24 / 100,00   | Novo |
|                         | Partido Trabalhista Português                   | 67    | 2,14 / 100,00   | -    |
|                         | Partido Comunista dos Trabalhadores Portugueses | 28    | 0,90 / 100,00   | -    |
| Votos Inválidos         | Votos Inválidos                                 | 133   | 4,26 / 100,00   | 1,57 |
| Total                   | Total                                           | 3 126 | 100,00 / 100,00 |      |
| Eleitorado/Participação | Eleitorado/Participação                         | 5 939 | 52,64 / 100,00  | 2,64 |

#### Monte
| Partido                 | Partido                                         | Votos | %               | +/-  |
| ----------------------- | ----------------------------------------------- | ----- | --------------- | ---- |
|                         | PS-BE-JPP-PDR-NC                                | 1 263 | 39,79 / 100,00  | 0,26 |
|                         | Partido Social Democrata                        | 1 131 | 35,63 / 100,00  | 2,47 |
|                         | CDS – Partido Popular                           | 195   | 6,14 / 100,00   | 6,29 |
|                         | MPT-PPV/CDC                                     | 170   | 5,36 / 100,00   | Novo |
|                         | Coligação Democrática Unitária                  | 130   | 4,10 / 100,00   | 5,42 |
|                         | Partido Trabalhista Português                   | 70    | 2,21 / 100,00   | -    |
|                         | PPM-PURP                                        | 57    | 1,80 / 100,00   | Novo |
|                         | Partido Comunista dos Trabalhadores Portugueses | 34    | 1,07 / 100,00   | -    |
| Votos Inválidos         | Votos Inválidos                                 | 124   | 3,91 / 100,00   | 1,45 |
| Total                   | Total                                           | 3 174 | 100,00 / 100,00 |      |
| Eleitorado/Participação | Eleitorado/Participação                         | 6 025 | 52,68 / 100,00  | 0,04 |

#### Santa Luzia
| Partido                 | Partido                                         | Votos | %               | +/-  |
| ----------------------- | ----------------------------------------------- | ----- | --------------- | ---- |
|                         | PS-BE-JPP-PDR-NC                                | 1 229 | 41,04 / 100,00  | 2,01 |
|                         | Partido Social Democrata                        | 1 025 | 34,22 / 100,00  | 2,21 |
|                         | CDS – Partido Popular                           | 294   | 9,82 / 100,00   | 3,44 |
|                         | Coligação Democrática Unitária                  | 93    | 3,11 / 100,00   | 2,75 |
|                         | MPT-PPV/CDC                                     | 89    | 2,97 / 100,00   | Novo |
|                         | PPM-PURP                                        | 79    | 2,64 / 100,00   | Novo |
|                         | Partido Trabalhista Português                   | 48    | 1,60 / 100,00   | -    |
|                         | Partido Comunista dos Trabalhadores Portugueses | 17    | 0,57 / 100,00   | -    |
| Votos Inválidos         | Votos Inválidos                                 | 121   | 4,04 / 100,00   | 1,38 |
| Total                   | Total                                           | 2 995 | 100,00 / 100,00 |      |
| Eleitorado/Participação | Eleitorado/Participação                         | 5 711 | 52,44 / 100,00  | 1,63 |

#### Santa Maria Maior
| Partido                 | Partido                                         | Votos  | %               | +/-  |
| ----------------------- | ----------------------------------------------- | ------ | --------------- | ---- |
|                         | PS-BE-JPP-PDR-NC                                | 3 001  | 44,09 / 100,00  | 2,41 |
|                         | Partido Social Democrata                        | 2 058  | 30,24 / 100,00  | 0,91 |
|                         | CDS – Partido Popular                           | 679    | 9,98 / 100,00   | 4,63 |
|                         | Coligação Democrática Unitária                  | 232    | 3,41 / 100,00   | 3,97 |
|                         | MPT-PPV/CDC                                     | 210    | 3,09 / 100,00   | Novo |
|                         | PPM-PURP                                        | 164    | 2,41 / 100,00   | Novo |
|                         | Partido Trabalhista Português                   | 155    | 2,28 / 100,00   | -    |
|                         | Partido Comunista dos Trabalhadores Portugueses | 64     | 0,94 / 100,00   | -    |
| Votos Inválidos         | Votos Inválidos                                 | 243    | 3,57 / 100,00   | 1,61 |
| Total                   | Total                                           | 6 806  | 100,00 / 100,00 |      |
| Eleitorado/Participação | Eleitorado/Participação                         | 12 710 | 53,55 / 100,00  | 2,84 |

#### Santo António
| Partido                 | Partido                                         | Votos  | %               | +/-  |
| ----------------------- | ----------------------------------------------- | ------ | --------------- | ---- |
|                         | PS-BE-JPP-PDR-NC                                | 5 503  | 40,60 / 100,00  | 3,33 |
|                         | Partido Social Democrata                        | 4 254  | 31,39 / 100,00  | 0,10 |
|                         | CDS – Partido Popular                           | 1 218  | 8,99 / 100,00   | 6,68 |
|                         | MPT-PPV/CDC                                     | 601    | 4,43 / 100,00   | Novo |
|                         | Coligação Democrática Unitária                  | 581    | 4,29 / 100,00   | 5,86 |
|                         | Partido Trabalhista Português                   | 335    | 2,47 / 100,00   | -    |
|                         | PPM-PURP                                        | 306    | 2,26 / 100,00   | Novo |
|                         | Partido Comunista dos Trabalhadores Portugueses | 123    | 0,91 / 100,00   | -    |
| Votos Inválidos         | Votos Inválidos                                 | 632    | 4,66 / 100,00   | 0,76 |
| Total                   | Total                                           | 13 553 | 100,00 / 100,00 |      |
| Eleitorado/Participação | Eleitorado/Participação                         | 24 977 | 54,26 / 100,00  | 1,63 |

#### São Gonçalo
| Partido                 | Partido                                         | Votos | %               | +/-   |
| ----------------------- | ----------------------------------------------- | ----- | --------------- | ----- |
|                         | PS-BE-JPP-PDR-NC                                | 1 385 | 44,21 / 100,00  | 4,47  |
|                         | Partido Social Democrata                        | 1 053 | 33,61 / 100,00  | 2,43  |
|                         | CDS – Partido Popular                           | 194   | 6,19 / 100,00   | 10,48 |
|                         | MPT-PPV/CDC                                     | 142   | 4,53 / 100,00   | Novo  |
|                         | Coligação Democrática Unitária                  | 73    | 2,33 / 100,00   | 4,72  |
|                         | Partido Trabalhista Português                   | 64    | 2,04 / 100,00   | -     |
|                         | PPM-PURP                                        | 57    | 1,82 / 100,00   | Novo  |
|                         | Partido Comunista dos Trabalhadores Portugueses | 32    | 1,02 / 100,00   | -     |
| Votos Inválidos         | Votos Inválidos                                 | 133   | 4,24 / 100,00   | 1,13  |
| Total                   | Total                                           | 3 133 | 100,00 / 100,00 |       |
| Eleitorado/Participação | Eleitorado/Participação                         | 5 952 | 52,64 / 100,00  | 1,34  |

#### São Martinho
| Partido                 | Partido                                         | Votos  | %               | +/-  |
| ----------------------- | ----------------------------------------------- | ------ | --------------- | ---- |
|                         | PS-BE-JPP-PDR-NC                                | 5 741  | 43,12 / 100,00  | 2,89 |
|                         | Partido Social Democrata                        | 4 157  | 31,22 / 100,00  | 0,11 |
|                         | CDS – Partido Popular                           | 1 155  | 8,68 / 100,00   | 6,46 |
|                         | MPT-PPV/CDC                                     | 509    | 3,82 / 100,00   | Novo |
|                         | Coligação Democrática Unitária                  | 433    | 3,25 / 100,00   | 4,67 |
|                         | PPM-PURP                                        | 367    | 2,76 / 100,00   | Novo |
|                         | Partido Trabalhista Português                   | 285    | 2,14 / 100,00   | -    |
|                         | Partido Comunista dos Trabalhadores Portugueses | 108    | 0,81 / 100,00   | -    |
| Votos Inválidos         | Votos Inválidos                                 | 559    | 4,20 / 100,00   | 1,40 |
| Total                   | Total                                           | 13 314 | 100,00 / 100,00 |      |
| Eleitorado/Participação | Eleitorado/Participação                         | 25 782 | 51,64 / 100,00  | 3,58 |

#### São Pedro
| Partido                 | Partido                                         | Votos | %               | +/-  |
| ----------------------- | ----------------------------------------------- | ----- | --------------- | ---- |
|                         | PS-BE-JPP-PDR-NC                                | 1 614 | 43,31 / 100,00  | 1,24 |
|                         | Partido Social Democrata                        | 1 118 | 30,00 / 100,00  | 0,97 |
|                         | CDS – Partido Popular                           | 354   | 9,50 / 100,00   | 3,96 |
|                         | MPT-PPV/CDC                                     | 158   | 4,24 / 100,00   | Novo |
|                         | Coligação Democrática Unitária                  | 147   | 3,94 / 100,00   | 4,45 |
|                         | PPM-PURP                                        | 98    | 2,63 / 100,00   | Novo |
|                         | Partido Trabalhista Português                   | 75    | 2,01 / 100,00   | -    |
|                         | Partido Comunista dos Trabalhadores Portugueses | 28    | 0,75 / 100,00   | -    |
| Votos Inválidos         | Votos Inválidos                                 | 135   | 3,62 / 100,00   | 1,48 |
| Total                   | Total                                           | 3 727 | 100,00 / 100,00 |      |
| Eleitorado/Participação | Eleitorado/Participação                         | 7 419 | 50,24 / 100,00  | 4,37 |

#### São Roque
| Partido                 | Partido                                         | Votos | %               | +/-  |
| ----------------------- | ----------------------------------------------- | ----- | --------------- | ---- |
|                         | PS-BE-JPP-PDR-NC                                | 1 944 | 39,64 / 100,00  | 3,76 |
|                         | Partido Social Democrata                        | 1 749 | 35,66 / 100,00  | 2,24 |
|                         | CDS – Partido Popular                           | 335   | 6,83 / 100,00   | 4,84 |
|                         | MPT-PPV/CDC                                     | 232   | 4,73 / 100,00   | Novo |
|                         | Coligação Democrática Unitária                  | 179   | 3,65 / 100,00   | 5,16 |
|                         | Partido Trabalhista Português                   | 129   | 2,63 / 100,00   | -    |
|                         | PPM-PURP                                        | 75    | 1,53 / 100,00   | Novo |
|                         | Partido Comunista dos Trabalhadores Portugueses | 54    | 1,10 / 100,00   | -    |
| Votos Inválidos         | Votos Inválidos                                 | 207   | 4,22 / 100,00   | 1,53 |
| Total                   | Total                                           | 4 904 | 100,00 / 100,00 |      |
| Eleitorado/Participação | Eleitorado/Participação                         | 8 646 | 56,72 / 100,00  | 0,98 |

#### Sé
| Partido                 | Partido                                         | Votos | %               | +/-  |
| ----------------------- | ----------------------------------------------- | ----- | --------------- | ---- |
|                         | Partido Social Democrata                        | 495   | 37,00 / 100,00  | 1,26 |
|                         | PS-BE-JPP-PDR-NC                                | 487   | 36,40 / 100,00  | 1,73 |
|                         | CDS – Partido Popular                           | 149   | 11,14 / 100,00  | 5,70 |
|                         | PPM-PURP                                        | 57    | 4,26 / 100,00   | Novo |
|                         | Coligação Democrática Unitária                  | 35    | 2,62 / 100,00   | 2,23 |
|                         | MPT-PPV/CDC                                     | 32    | 2,39 / 100,00   | Novo |
|                         | Partido Trabalhista Português                   | 24    | 1,79 / 100,00   | -    |
|                         | Partido Comunista dos Trabalhadores Portugueses | 13    | 0,97 / 100,00   | -    |
| Votos Inválidos         | Votos Inválidos                                 | 46    | 3,44 / 100,00   | 1,00 |
| Total                   | Total                                           | 1 338 | 100,00 / 100,00 |      |
| Eleitorado/Participação | Eleitorado/Participação                         | 3 141 | 42,60 / 100,00  | 1,72 |

### Assembleia Municipal
| Freguesia                  | %     | %     | %     | %    | %        | %    | %         | %    | Votantes |
| Freguesia                  | CON   | PSD   | CDS   | CDU  | MPT -PPV | PTP  | PPM- PURP | PCTP | Votantes |
| -------------------------- | ----- | ----- | ----- | ---- | -------- | ---- | --------- | ---- | -------- |
| Imaculado Coração de Maria | 43,67 | 28,76 | 8,96  | 4,64 | 3,84     | 2,59 | 2,21      | 1,15 | 3 126    |
| Monte                      | 36,07 | 35,63 | 7,40  | 5,14 | 5,07     | 2,58 | 2,21      | 1,48 | 3 174    |
| Santa Luzia                | 37,16 | 34,69 | 11,39 | 4,04 | 2,87     | 2,14 | 3,01      | 0,77 | 2 995    |
| Santa Maria Maior          | 41,83 | 29,77 | 11,67 | 3,82 | 3,14     | 2,50 | 2,31      | 1,10 | 6 806    |
| Santo António              | 36,70 | 31,98 | 10,22 | 5,37 | 4,25     | 2,99 | 2,37      | 1,25 | 13 563   |
| São Gonçalo                | 42,48 | 33,64 | 7,05  | 2,49 | 4,95     | 2,27 | 1,88      | 0,93 | 3 133    |
| São Martinho               | 39,79 | 29,62 | 9,18  | 5,02 | 4,90     | 2,52 | 3,17      | 1,24 | 13 309   |
| São Pedro                  | 40,62 | 29,41 | 10,68 | 5,07 | 4,24     | 2,25 | 2,71      | 0,97 | 3 727    |
| São Roque                  | 33,75 | 37,91 | 8,46  | 4,71 | 4,81     | 3,18 | 1,59      | 1,22 | 4 904    |
| Sé                         | 33,63 | 38,79 | 12,41 | 2,39 | 2,17     | 2,17 | 3,74      | 0,90 | 1 338    |
| Funchal                    | 38,69 | 31,93 | 9,73  | 4,67 | 4,26     | 2,64 | 2,53      | 1,16 | 56 075   |

#### Imaculado Coração de Maria
| Partido                 | Partido                                         | Votos | %               | +/-  |
| ----------------------- | ----------------------------------------------- | ----- | --------------- | ---- |
|                         | PS-BE-JPP-PDR-NC                                | 1 365 | 43,67 / 100,00  | 4,44 |
|                         | Partido Social Democrata                        | 899   | 28,76 / 100,00  | 2,53 |
|                         | CDS – Partido Popular                           | 280   | 8,96 / 100,00   | 5,60 |
|                         | Coligação Democrática Unitária                  | 145   | 4,64 / 100,00   | 4,38 |
|                         | MPT-PPV/CDC                                     | 120   | 3,84 / 100,00   | Novo |
|                         | Partido Trabalhista Português                   | 81    | 2,59 / 100,00   | -    |
|                         | PPM-PURP                                        | 69    | 2,21 / 100,00   | Novo |
|                         | Partido Comunista dos Trabalhadores Portugueses | 36    | 1,15 / 100,00   | -    |
| Votos Inválidos         | Votos Inválidos                                 | 131   | 4,19 / 100,00   | 1,70 |
| Total                   | Total                                           | 3 126 | 100,00 / 100,00 |      |
| Eleitorado/Participação | Eleitorado/Participação                         | 5 939 | 52,64 / 100,00  | 2,66 |

#### Monte
| Partido                 | Partido                                         | Votos | %               | +/-  |
| ----------------------- | ----------------------------------------------- | ----- | --------------- | ---- |
|                         | PS-BE-JPP-PDR-NC                                | 1 145 | 36,07 / 100,00  | 3,91 |
|                         | Partido Social Democrata                        | 1 131 | 35,63 / 100,00  | 4,43 |
|                         | CDS – Partido Popular                           | 235   | 7,40 / 100,00   | 5,98 |
|                         | Coligação Democrática Unitária                  | 163   | 5,14 / 100,00   | 5,15 |
|                         | MPT-PPV/CDC                                     | 161   | 5,07 / 100,00   | Novo |
|                         | Partido Trabalhista Português                   | 82    | 2,58 / 100,00   | -    |
|                         | PPM-PURP                                        | 70    | 2,21 / 100,00   | Novo |
|                         | Partido Comunista dos Trabalhadores Portugueses | 47    | 1,48 / 100,00   | -    |
| Votos Inválidos         | Votos Inválidos                                 | 140   | 4,41 / 100,00   | 0,74 |
| Total                   | Total                                           | 3 174 | 100,00 / 100,00 |      |
| Eleitorado/Participação | Eleitorado/Participação                         | 6 025 | 52,68 / 100,00  | 0,04 |

#### Santa Luzia
| Partido                 | Partido                                         | Votos | %               | +/-  |
| ----------------------- | ----------------------------------------------- | ----- | --------------- | ---- |
|                         | PS-BE-JPP-PDR-NC                                | 1 113 | 37,16 / 100,00  | 1,12 |
|                         | Partido Social Democrata                        | 1 039 | 34,69 / 100,00  | 0,45 |
|                         | CDS – Partido Popular                           | 341   | 11,39 / 100,00  | 2,87 |
|                         | Coligação Democrática Unitária                  | 121   | 4,04 / 100,00   | 3,19 |
|                         | PPM-PURP                                        | 90    | 3,01 / 100,00   | Novo |
|                         | MPT-PPV/CDC                                     | 86    | 2,87 / 100,00   | Novo |
|                         | Partido Trabalhista Português                   | 64    | 2,14 / 100,00   | -    |
|                         | Partido Comunista dos Trabalhadores Portugueses | 23    | 0,77 / 100,00   | -    |
| Votos Inválidos         | Votos Inválidos                                 | 118   | 3,94 / 100,00   | 2,06 |
| Total                   | Total                                           | 2 995 | 100,00 / 100,00 |      |
| Eleitorado/Participação | Eleitorado/Participação                         | 5 711 | 52,44 / 100,00  | 1,63 |

#### Santa Maria Maior
| Partido                 | Partido                                         | Votos  | %               | +/-  |
| ----------------------- | ----------------------------------------------- | ------ | --------------- | ---- |
|                         | PS-BE-JPP-PDR-NC                                | 2 847  | 41,83 / 100,00  | 1,04 |
|                         | Partido Social Democrata                        | 2 026  | 29,77 / 100,00  | 0,26 |
|                         | CDS – Partido Popular                           | 794    | 11,67 / 100,00  | 4,12 |
|                         | Coligação Democrática Unitária                  | 260    | 3,82 / 100,00   | 4,78 |
|                         | MPT-PPV/CDC                                     | 214    | 3,14 / 100,00   | Novo |
|                         | Partido Trabalhista Português                   | 170    | 2,50 / 100,00   | -    |
|                         | PPM-PURP                                        | 157    | 2,31 / 100,00   | Novo |
|                         | Partido Comunista dos Trabalhadores Portugueses | 75     | 1,10 / 100,00   | -    |
| Votos Inválidos         | Votos Inválidos                                 | 263    | 3,87 / 100,00   | 1,44 |
| Total                   | Total                                           | 6 806  | 100,00 / 100,00 |      |
| Eleitorado/Participação | Eleitorado/Participação                         | 12 710 | 53,55 / 100,00  | 2,65 |

#### Santo António
| Partido                 | Partido                                         | Votos  | %               | +/-  |
| ----------------------- | ----------------------------------------------- | ------ | --------------- | ---- |
|                         | PS-BE-JPP-PDR-NC                                | 4 977  | 36,70 / 100,00  | 0,39 |
|                         | Partido Social Democrata                        | 4 338  | 31,98 / 100,00  | 2,33 |
|                         | CDS – Partido Popular                           | 1 386  | 10,22 / 100,00  | 6,02 |
|                         | Coligação Democrática Unitária                  | 729    | 5,37 / 100,00   | 5,78 |
|                         | MPT-PPV/CDC                                     | 576    | 4,25 / 100,00   | Novo |
|                         | Partido Trabalhista Português                   | 405    | 2,99 / 100,00   | -    |
|                         | PPM-PURP                                        | 321    | 2,37 / 100,00   | Novo |
|                         | Partido Comunista dos Trabalhadores Portugueses | 169    | 1,25 / 100,00   | -    |
| Votos Inválidos         | Votos Inválidos                                 | 662    | 4,88 / 100,00   | 0,99 |
| Total                   | Total                                           | 13 563 | 100,00 / 100,00 |      |
| Eleitorado/Participação | Eleitorado/Participação                         | 24 977 | 54,30 / 100,00  | 1,66 |

#### São Gonçalo
| Partido                 | Partido                                         | Votos | %               | +/-   |
| ----------------------- | ----------------------------------------------- | ----- | --------------- | ----- |
|                         | PS-BE-JPP-PDR-NC                                | 1 331 | 42,48 / 100,00  | 3,17  |
|                         | Partido Social Democrata                        | 1 054 | 33,64 / 100,00  | 5,24  |
|                         | CDS – Partido Popular                           | 221   | 7,05 / 100,00   | 11,69 |
|                         | MPT-PPV/CDC                                     | 155   | 4,95 / 100,00   | Novo  |
|                         | Coligação Democrática Unitária                  | 78    | 2,49 / 100,00   | 5,43  |
|                         | Partido Trabalhista Português                   | 71    | 2,27 / 100,00   | -     |
|                         | PPM-PURP                                        | 59    | 1,88 / 100,00   | Novo  |
|                         | Partido Comunista dos Trabalhadores Portugueses | 29    | 0,93 / 100,00   | -     |
| Votos Inválidos         | Votos Inválidos                                 | 135   | 4,31 / 100,00   | 1,32  |
| Total                   | Total                                           | 3 133 | 100,00 / 100,00 |       |
| Eleitorado/Participação | Eleitorado/Participação                         | 5 952 | 52,64 / 100,00  | 1,37  |

#### São Martinho
| Partido                 | Partido                                         | Votos  | %               | +/-  |
| ----------------------- | ----------------------------------------------- | ------ | --------------- | ---- |
|                         | PS-BE-JPP-PDR-NC                                | 5 296  | 39,79 / 100,00  | 0,15 |
|                         | Partido Social Democrata                        | 3 942  | 29,62 / 100,00  | 0,49 |
|                         | CDS – Partido Popular                           | 1 222  | 9,18 / 100,00   | 7,23 |
|                         | Coligação Democrática Unitária                  | 668    | 5,02 / 100,00   | 3,72 |
|                         | MPT-PPV/CDC                                     | 652    | 4,90 / 100,00   | Novo |
|                         | PPM-PURP                                        | 422    | 3,17 / 100,00   | Novo |
|                         | Partido Trabalhista Português                   | 336    | 2,52 / 100,00   | -    |
|                         | Partido Comunista dos Trabalhadores Portugueses | 165    | 1,24 / 100,00   | -    |
| Votos Inválidos         | Votos Inválidos                                 | 606    | 4,55 / 100,00   | 1,53 |
| Total                   | Total                                           | 13 309 | 100,00 / 100,00 |      |
| Eleitorado/Participação | Eleitorado/Participação                         | 25 782 | 51,62 / 100,00  | 3,56 |

#### São Pedro
| Partido                 | Partido                                         | Votos | %               | +/-  |
| ----------------------- | ----------------------------------------------- | ----- | --------------- | ---- |
|                         | PS-BE-JPP-PDR-NC                                | 1 514 | 40,62 / 100,00  | 0,43 |
|                         | Partido Social Democrata                        | 1 096 | 29,41 / 100,00  | 1,18 |
|                         | CDS – Partido Popular                           | 398   | 10,68 / 100,00  | 5,08 |
|                         | Coligação Democrática Unitária                  | 189   | 5,07 / 100,00   | 4,20 |
|                         | MPT-PPV/CDC                                     | 158   | 4,24 / 100,00   | Novo |
|                         | PPM-PURP                                        | 101   | 2,71 / 100,00   | Novo |
|                         | Partido Trabalhista Português                   | 84    | 2,25 / 100,00   | -    |
|                         | Partido Comunista dos Trabalhadores Portugueses | 36    | 0,97 / 100,00   | -    |
| Votos Inválidos         | Votos Inválidos                                 | 151   | 4,05 / 100,00   | 1,63 |
| Total                   | Total                                           | 3 727 | 100,00 / 100,00 |      |
| Eleitorado/Participação | Eleitorado/Participação                         | 7 419 | 50,24 / 100,00  | 4,37 |

#### São Roque
| Partido                 | Partido                                         | Votos | %               | +/-  |
| ----------------------- | ----------------------------------------------- | ----- | --------------- | ---- |
|                         | Partido Social Democrata                        | 1 859 | 37,91 / 100,00  | 2,20 |
|                         | PS-BE-JPP-PDR-NC                                | 1 655 | 33,75 / 100,00  | 1,66 |
|                         | CDS – Partido Popular                           | 415   | 8,46 / 100,00   | 4,35 |
|                         | MPT-PPV/CDC                                     | 236   | 4,81 / 100,00   | Novo |
|                         | Coligação Democrática Unitária                  | 231   | 4,71 / 100,00   | 5,53 |
|                         | Partido Trabalhista Português                   | 156   | 3,18 / 100,00   | -    |
|                         | PPM-PURP                                        | 78    | 1,59 / 100,00   | Novo |
|                         | Partido Comunista dos Trabalhadores Portugueses | 60    | 1,22 / 100,00   | -    |
| Votos Inválidos         | Votos Inválidos                                 | 214   | 4,36 / 100,00   | 1,47 |
| Total                   | Total                                           | 4 904 | 100,00 / 100,00 |      |
| Eleitorado/Participação | Eleitorado/Participação                         | 8 646 | 56,72 / 100,00  | 0,98 |

#### Sé
| Partido                 | Partido                                         | Votos | %               | +/-  |
| ----------------------- | ----------------------------------------------- | ----- | --------------- | ---- |
|                         | Partido Social Democrata                        | 519   | 38,79 / 100,00  | 5,02 |
|                         | PS-BE-JPP-PDR-NC                                | 450   | 33,63 / 100,00  | 3,92 |
|                         | CDS – Partido Popular                           | 166   | 12,41 / 100,00  | 6,24 |
|                         | PPM-PURP                                        | 50    | 3,74 / 100,00   | Novo |
|                         | Coligação Democrática Unitária                  | 32    | 2,39 / 100,00   | 3,69 |
|                         | MPT-PPV/CDC                                     | 29    | 2,17 / 100,00   | Novo |
|                         | Partido Trabalhista Português                   | 29    | 2,17 / 100,00   | -    |
|                         | Partido Comunista dos Trabalhadores Portugueses | 12    | 0,90 / 100,00   | -    |
| Votos Inválidos         | Votos Inválidos                                 | 51    | 3,82 / 100,00   | 0,12 |
| Total                   | Total                                           | 1 338 | 100,00 / 100,00 |      |
| Eleitorado/Participação | Eleitorado/Participação                         | 3 141 | 42,60 / 100,00  | 1,72 |

### Juntas de Freguesia

#### Imaculado Coração de Maria
| Partido                 | Partido                        | Votos | %               | +/-  | Mandatos | +/-     |
| ----------------------- | ------------------------------ | ----- | --------------- | ---- | -------- | ------- |
|                         | PS-BE-JPP-PDR-NC               | 1 401 | 44,82 / 100,00  | 8,14 | 7 / 13   | 2       |
|                         | Partido Social Democrata       | 940   | 30,07 / 100,00  | 5,21 | 5 / 13   | Estável |
|                         | CDS – Partido Popular          | 282   | 9,02 / 100,00   | 4,46 | 1 / 13   | 1       |
|                         | Coligação Democrática Unitária | 172   | 5,50 / 100,00   | 3,23 | 0 / 13   | 1       |
|                         | MPT-PPV/CDC                    | 133   | 4,25 / 100,00   | Novo | 0 / 13   | Novo    |
|                         | Partido Trabalhista Português  | 74    | 2,37 / 100,00   | -    | 0 / 13   | -       |
| Votos Inválidos         | Votos Inválidos                | 124   | 3,96 / 100,00   | 1,97 |          |         |
| Total                   | Total                          | 3 126 | 100,00 / 100,00 |      | 13 / 13  |         |
| Eleitorado/Participação | Eleitorado/Participação        | 5 939 | 52,64 / 100,00  | 2,66 |          |         |

#### Monte
| Partido                 | Partido                        | Votos | %               | +/-   | Mandatos | +/-     |
| ----------------------- | ------------------------------ | ----- | --------------- | ----- | -------- | ------- |
|                         | Partido Social Democrata       | 1 483 | 46,72 / 100,00  | 12,63 | 8 / 13   | 3       |
|                         | PS-BE-JPP-PDR-NC               | 855   | 26,94 / 100,00  | 3,43  | 4 / 13   | Estável |
|                         | Somos Todo Monte               | 297   | 9,36 / 100,00   | Novo  | 1 / 13   | Novo    |
|                         | Coligação Democrática Unitária | 179   | 5,64 / 100,00   | 4,80  | 0 / 13   | 1       |
|                         | MPT-PPV/CDC                    | 154   | 4,85 / 100,00   | Novo  | 0 / 13   | Novo    |
|                         | Partido Trabalhista Português  | 81    | 2,55 / 100,00   | -     | 0 / 13   | -       |
| Votos Inválidos         | Votos Inválidos                | 125   | 3,93 / 100,00   | 1,51  |          |         |
| Total                   | Total                          | 3 174 | 100,00 / 100,00 |       | 13 / 13  |         |
| Eleitorado/Participação | Eleitorado/Participação        | 6 025 | 52,68 / 100,00  | 0,04  |          |         |

#### Santa Luzia
| Partido                 | Partido                        | Votos | %               | +/-  | Mandatos | +/-     |
| ----------------------- | ------------------------------ | ----- | --------------- | ---- | -------- | ------- |
|                         | Partido Social Democrata       | 1 522 | 50,82 / 100,00  | 6,71 | 8 / 13   | 2       |
|                         | PS-BE-JPP-PDR-NC               | 863   | 28,81 / 100,00  | 3,54 | 4 / 13   | 1       |
|                         | CDS – Partido Popular          | 300   | 10,02 / 100,00  | 3,52 | 1 / 13   | 1       |
|                         | Coligação Democrática Unitária | 97    | 3,24 / 100,00   | 2,28 | 0 / 13   | Estável |
|                         | MPT-PPV/CDC                    | 62    | 2,07 / 100,00   | Novo | 0 / 13   | Novo    |
|                         | Partido Trabalhista Português  | 45    | 1,50 / 100,00   | -    | 0 / 13   | -       |
| Votos Inválidos         | Votos Inválidos                | 106   | 3,54 / 100,00   | 0,95 |          |         |
| Total                   | Total                          | 2 995 | 100,00 / 100,00 |      | 13 / 13  |         |
| Eleitorado/Participação | Eleitorado/Participação        | 5 711 | 52,44 / 100,00  | 1,63 |          |         |

#### Santa Maria Maior
| Partido                 | Partido                        | Votos  | %               | +/-  | Mandatos | +/-     |
| ----------------------- | ------------------------------ | ------ | --------------- | ---- | -------- | ------- |
|                         | PS-BE-JPP-PDR-NC               | 2 921  | 42,92 / 100,00  | 4,63 | 7 / 13   | 2       |
|                         | Partido Social Democrata       | 2 037  | 29,93 / 100,00  | 2,41 | 4 / 13   | 1       |
|                         | CDS – Partido Popular          | 872    | 12,81 / 100,00  | 2,33 | 2 / 13   | Estável |
|                         | Coligação Democrática Unitária | 300    | 4,41 / 100,00   | 4,03 | 0 / 13   | 1       |
|                         | MPT-PPV/CDC                    | 235    | 3,45 / 100,00   | Novo | 0 / 13   | Novo    |
|                         | Partido Trabalhista Português  | 176    | 2,59 / 100,00   | -    | 0 / 13   | -       |
| Votos Inválidos         | Votos Inválidos                | 265    | 3,89 / 100,00   | 1,90 |          |         |
| Total                   | Total                          | 6 806  | 100,00 / 100,00 |      | 13 / 13  |         |
| Eleitorado/Participação | Eleitorado/Participação        | 12 710 | 53,55 / 100,00  | 2,84 |          |         |

#### Santo António
| Partido                 | Partido                        | Votos  | %               | +/-  | Mandatos | +/-     |
| ----------------------- | ------------------------------ | ------ | --------------- | ---- | -------- | ------- |
|                         | Partido Social Democrata       | 5 287  | 38,94 / 100,00  | 3,97 | 9 / 19   | 2       |
|                         | PS-BE-JPP-PDR-NC               | 4 360  | 32,11 / 100,00  | 1,31 | 7 / 19   | Estável |
|                         | CDS – Partido Popular          | 1 442  | 10,62 / 100,00  | 4,13 | 2 / 19   | 1       |
|                         | Coligação Democrática Unitária | 696    | 5,13 / 100,00   | 5,65 | 1 / 19   | 1       |
|                         | MPT-PPV/CDC                    | 513    | 3,78 / 100,00   | Novo | 0 / 19   | Novo    |
|                         | Partido Trabalhista Português  | 365    | 2,69 / 100,00   | -    | 0 / 19   | -       |
|                         | PPM-PURP                       | 278    | 2,05 / 100,00   | Novo | 0 / 19   | Novo    |
| Votos Inválidos         | Votos Inválidos                | 636    | 4,69 / 100,00   | 1,40 |          |         |
| Total                   | Total                          | 13 577 | 100,00 / 100,00 |      | 19 / 19  |         |
| Eleitorado/Participação | Eleitorado/Participação        | 24 977 | 54,36 / 100,00  | 1,72 |          |         |

#### São Gonçalo
| Partido                 | Partido                        | Votos | %               | +/-   | Mandatos | +/-     |
| ----------------------- | ------------------------------ | ----- | --------------- | ----- | -------- | ------- |
|                         | PS-BE-JPP-PDR-NC               | 1 309 | 39,70 / 100,00  | 4,40  | 6 / 13   | 1       |
|                         | Partido Social Democrata       | 1 143 | 34,67 / 100,00  | 1,98  | 5 / 13   | Estável |
|                         | Coligação Democrática Unitária | 254   | 7,70 / 100,00   | 0,52  | 1 / 13   | Estável |
|                         | CDS – Partido Popular          | 223   | 6,76 / 100,00   | 12,35 | 1 / 13   | 1       |
|                         | MPT-PPV/CDC                    | 152   | 4,61 / 100,00   | Novo  | 0 / 13   | Novo    |
|                         | Partido Trabalhista Português  | 72    | 2,18 / 100,00   | -     | 0 / 13   | -       |
| Votos Inválidos         | Votos Inválidos                | 144   | 4,37 / 100,00   | 0,36  |          |         |
| Total                   | Total                          | 3 297 | 100,00 / 100,00 |       | 13 / 13  |         |
| Eleitorado/Participação | Eleitorado/Participação        | 5 952 | 55,39 / 100,00  | 4,09  |          |         |

#### São Martinho
| Partido                 | Partido                        | Votos  | %               | +/-  | Mandatos | +/-  |
| ----------------------- | ------------------------------ | ------ | --------------- | ---- | -------- | ---- |
|                         | PS-BE-JPP-PDR-NC               | 5 656  | 42,47 / 100,00  | 5,05 | 10 / 19  | 2    |
|                         | Partido Social Democrata       | 4 173  | 31,33 / 100,00  | 0,55 | 7 / 19   | 1    |
|                         | CDS – Partido Popular          | 1 225  | 9,20 / 100,00   | 6,73 | 2 / 19   | 1    |
|                         | Coligação Democrática Unitária | 515    | 3,87 / 100,00   | 5,76 | 0 / 19   | 2    |
|                         | MPT-PPV/CDC                    | 509    | 3,82 / 100,00   | Novo | 0 / 19   | Novo |
|                         | PPM-PURP                       | 346    | 2,60 / 100,00   | Novo | 0 / 19   | Novo |
|                         | Partido Trabalhista Português  | 294    | 2,21 / 100,00   | -    | 0 / 19   | -    |
| Votos Inválidos         | Votos Inválidos                | 600    | 4,51 / 100,00   | 1,74 |          |      |
| Total                   | Total                          | 13 318 | 100,00 / 100,00 |      | 19 / 19  |      |
| Eleitorado/Participação | Eleitorado/Participação        | 25 782 | 51,66 / 100,00  | 3,60 |          |      |

#### São Pedro
| Partido                 | Partido                        | Votos | %               | +/-  | Mandatos | +/-     |
| ----------------------- | ------------------------------ | ----- | --------------- | ---- | -------- | ------- |
|                         | PS-BE-JPP-PDR-NC               | 1 440 | 38,64 / 100,00  | 1,16 | 6 / 13   | Estável |
|                         | Partido Social Democrata       | 1 241 | 33,30 / 100,00  | 3,17 | 5 / 13   | 1       |
|                         | CDS – Partido Popular          | 413   | 11,08 / 100,00  | 4,39 | 1 / 13   | 1       |
|                         | Coligação Democrática Unitária | 220   | 5,90 / 100,00   | 2,96 | 1 / 13   | Estável |
|                         | MPT-PPV/CDC                    | 170   | 4,56 / 100,00   | Novo | 0 / 13   | Novo    |
|                         | Partido Trabalhista Português  | 91    | 2,44 / 100,00   | -    | 0 / 13   | -       |
| Votos Inválidos         | Votos Inválidos                | 152   | 4,08 / 100,00   | 1,66 |          |         |
| Total                   | Total                          | 3 727 | 100,00 / 100,00 |      | 13 / 13  |         |
| Eleitorado/Participação | Eleitorado/Participação        | 7 419 | 50,24 / 100,00  | 4,37 |          |         |

#### São Roque
| Partido                 | Partido                        | Votos | %               | +/-   | Mandatos | +/-     |
| ----------------------- | ------------------------------ | ----- | --------------- | ----- | -------- | ------- |
|                         | Partido Social Democrata       | 2 681 | 54,67 / 100,00  | 13,29 | 8 / 13   | 2       |
|                         | PS-BE-JPP-PDR-NC               | 1 203 | 24,53 / 100,00  | 7,06  | 4 / 13   | 1       |
|                         | CDS – Partido Popular          | 308   | 6,28 / 100,00   | 5,77  | 1 / 13   | Estável |
|                         | Coligação Democrática Unitária | 201   | 4,10 / 100,00   | 5,20  | 0 / 13   | 1       |
|                         | MPT-PPV/CDC                    | 176   | 3,59 / 100,00   | Novo  | 0 / 13   | Novo    |
|                         | Partido Trabalhista Português  | 144   | 2,94 / 100,00   | -     | 0 / 13   | -       |
| Votos Inválidos         | Votos Inválidos                | 191   | 3,90 / 100,00   | 1,77  |          |         |
| Total                   | Total                          | 4 904 | 100,00 / 100,00 |       | 13 / 13  |         |
| Eleitorado/Participação | Eleitorado/Participação        | 8 646 | 56,72 / 100,00  | 0,98  |          |         |

#### Sé
| Partido                 | Partido                        | Votos | %               | +/-  | Mandatos | +/-     |
| ----------------------- | ------------------------------ | ----- | --------------- | ---- | -------- | ------- |
|                         | Partido Social Democrata       | 586   | 43,80 / 100,00  | 8,47 | 5 / 9    | 1       |
|                         | PS-BE-JPP-PDR-NC               | 420   | 31,39 / 100,00  | 3,78 | 3 / 9    | Estável |
|                         | CDS – Partido Popular          | 139   | 10,39 / 100,00  | 8,18 | 1 / 9    | 1       |
|                         | PPM-PURP                       | 44    | 3,29 / 100,00   | Novo | 0 / 9    | Novo    |
|                         | Coligação Democrática Unitária | 40    | 2,99 / 100,00   | 2,34 | 0 / 9    | Estável |
|                         | Partido Trabalhista Português  | 30    | 2,24 / 100,00   | -    | 0 / 9    | -       |
|                         | MPT-PPV/CDC                    | 28    | 2,09 / 100,00   | Novo | 0 / 9    | Novo    |
| Votos Inválidos         | Votos Inválidos                | 51    | 3,82 / 100,00   | 0,78 |          |         |
| Total                   | Total                          | 1 338 | 100,00 / 100,00 |      | 9 / 9    |         |
| Eleitorado/Participação | Eleitorado/Participação        | 3 141 | 42,60 / 100,00  | 1,72 |          |         |

| Freguesia                  | 2013-2017 | 2013-2017                | 2013-2017      | 2017-2021 | 2017-2021                | 2017-2021      |
| -------------------------- | --------- | ------------------------ | -------------- | --------- | ------------------------ | -------------- |
| Imaculado Coração de Maria |           | PS-BE-JPP-PDR-NC         | 36,68 / 100,00 |           | PS-BE-JPP-PDR-NC         | 44,82 / 100,00 |
| Monte                      |           | Partido Social Democrata | 34,09 / 100,00 |           | Partido Social Democrata | 46,72 / 100,00 |
| Santa Luzia                |           | Partido Social Democrata | 44,11 / 100,00 |           | Partido Social Democrata | 50,82 / 100,00 |
| Santa Maria Maior          |           | PS-BE-JPP-PDR-NC         | 38,29 / 100,00 |           | PS-BE-JPP-PDR-NC         | 42,92 / 100,00 |
| Santo António              |           | Partido Social Democrata | 34,97 / 100,00 |           | Partido Social Democrata | 38,94 / 100,00 |
| São Gonçalo                |           | PS-BE-JPP-PDR-NC         | 35,30 / 100,00 |           | PS-BE-JPP-PDR-NC         | 39,70 / 100,00 |
| São Martinho               |           | PS-BE-JPP-PDR-NC         | 37,42 / 100,00 |           | PS-BE-JPP-PDR-NC         | 42,47 / 100,00 |
| São Pedro                  |           | PS-BE-JPP-PDR-NC         | 39,80 / 100,00 |           | PS-BE-JPP-PDR-NC         | 38,64 / 100,00 |
| São Roque                  |           | Partido Social Democrata | 41,38 / 100,00 |           | Partido Social Democrata | 54,67 / 100,00 |
| Sé                         |           | Partido Social Democrata | 35,33 / 100,00 |           | Partido Social Democrata | 43,80 / 100,00 |